# Molophilus stenopterus
Molophilus stenopterus är en tvåvingeart som beskrevs av Alexander 1936. Molophilus stenopterus ingår i släktet Molophilus och familjen småharkrankar. Inga underarter finns listade i Catalogue of Life.